# 1968年メキシコシティーオリンピックのノルウェー選手団
1968年メキシコシティーオリンピックのノルウェー選手団（1968ねんメキシコシティーオリンピックのノルウェーせんしゅだん）は、1968年10月12日から10月27日にかけてメキシコの首都メキシコシティーで開催された1968年メキシコシティーオリンピックのノルウェー選手団、およびその競技結果。

## 概要
今大会は金メダル1個、銀メダル1個の合計2個のメダルを獲得した。

## メダル
| メダル | 選手名                                                 | 競技       | 種目           |
| ------ | ------------------------------------------------------ | ---------- | -------------- |
| 金     | Egil Søby, Steinar Amundsen, Tore Berger, Jan Johansen | カヌー     | K-4 1000m      |
| 銀     | Peder Lunde, jr., Per Olav Wiken                       | セーリング | 男子スター団体 |